# Krugerlaan 26 (Baarn)
Het huis Krugerlaan 26 is een gemeentelijk monument in de wijk Transvaal van Baarn in de provincie Utrecht.
Het huis uit 1908 is gebouwd door architect Willem Leliman.
De ingang van het huis is in de achtergevel aan de Krugerlaan, de voorgevel met erker is gericht naar de Nassaulaan. Door de rechthoekige serre met dubbele tuindeur aan de voorzijde en de geplaatste pergola krijgt het huis een wat landelijk aanzien. Deze serre is als hoekkamer ingebouwd in het pand.